# Betpakdalita-NaCa
La betpakdalita-NaCa és un mineral de la classe dels fosfats, que pertany al grup de la betpakdalita. Rep el nom pel desert de Betpakdala, al Kazakhstan, on es troba la seva localitat tipus. El nom reflecteix el seu contingut en sodi i la seva similitud amb la betpakdalita.

## Característiques
La betpakdalita-NaCa és un molibdat de fórmula química [Na₂(H₂O)17Ca(H₂O)₆][Mo₈6+As₂5+Fe₃3+O34(OH)₃]. Va ser descrita per primera vegada l'any 1971 com betpakdalita sòdica, sent més tard reanomenada com natrobetpakdalita per Burke el 2008. Va ser redefinida el 2010 per l'IMA i rebatejada amb el nom actual.
Segons la classificació de Nickel-Strunz, la betpakdalita-NaCa pertany a «08.DM - Fosfats, etc. amb cations de mida mitjana i gran, (OH, etc.):RO₄ > 2:1» juntament amb els següents minerals: morinita, esperanzaïta, clinotirolita, tirolita, betpakdalita-CaCa, melkovita, fosfovanadilita-Ba, fosfovanadilita-Ca, yukonita, uduminelita, delvauxita i santafeïta.

## Formació i jaciments
Va ser descoberta al dipòsit de molibdè i urani de Kyzylsai, als monts Chu-Ili, dins la província d'Almati, al Kazakhstan. També ha estat descrita a Taltal i a Cerro Palestina, dues localitats de la província d'Antofagasta, a Xile. Aquests tres indrets són els únics de tot el planeta on ha estat descrita aquesta espècie mineral.